# 완사역
완사역(Wansa station, 浣紗驛)은 경상남도 사천시 곤명면에 위치한 경전선의 철도역이다. 경전선 순천~진주 구간 개통과 동시에 개통되었다.
1999년에 남강댐 보수공사로 현 위치로 이전하였으며, 진주~광양 복선화 사업으로 승강장과 역사가 개량되었다.

## 역명 유래
사천시에서 전해지는 옥녀봉전설에 의하면 옥녀가 비단을 씻고 널었다하여 씻을 완(浣), 비단 사 (紗)자로 하여 불리게 된 이름이다.

## 연혁
- 1967년 10월 5일 : 역사 신축 착공(곤명면 신흥리 363번지)
- 1968년 2월 7일 : 보통역으로 영업개시[1]
- 1968년 3월 2일 : 역사 신축 준공
- 1984년 3월 1일 : 을종승차권대매소로 격하[2]
- 1986년 10월 16일 : 보통역으로 승격[3]
- 1994년 1월 1일 : 소화물 취급 중지[4]
- 1994년 1월 11일 : 화물 취급 중지[5]
- 1996년 1월 1일 : 역원배치(운전취급)간이역으로 격하[6]
- 1999년 7월 10일 : 현 역사 신축 준공
- 1999년 7월 16일 : 화물 취급 개시[7]
- 2005년 9월 30일 : 화물 취급 중지
- 2010년 5월 31일 : 차내취급역 중지
- 2010년 6월 1일 : 간이역 격하(평일에는 일근근무)
- 2010년 7월 1일 : 역무원 철수(일근근무제 폐지)
- 2016년 7월 14일 : 경전선 진주~광양 구간 이설로 삼랑진 기점 104.5km로 변경[8]
- 2016년 : 기존 완사역사 리모델링 (재활 건축)완료

## 역 구조

### 승강장
| ↑ 진주 |
| \| １  |
| 북천↓  |

| 1 | 경전선 | 하동 · 순천 · 광주송정 · 목포 방면 |
| 2 | 경전선 | 진주 · 함안 · 마산 · 부전 방면     |

## 인접한 역
| 경전본선       | 경전본선      | 경전본선       |
| -------------- | ------------- | -------------- |
| 진주 부전 방면 | 무궁화 경전선 | 북천 목포 방면 |

## 사진

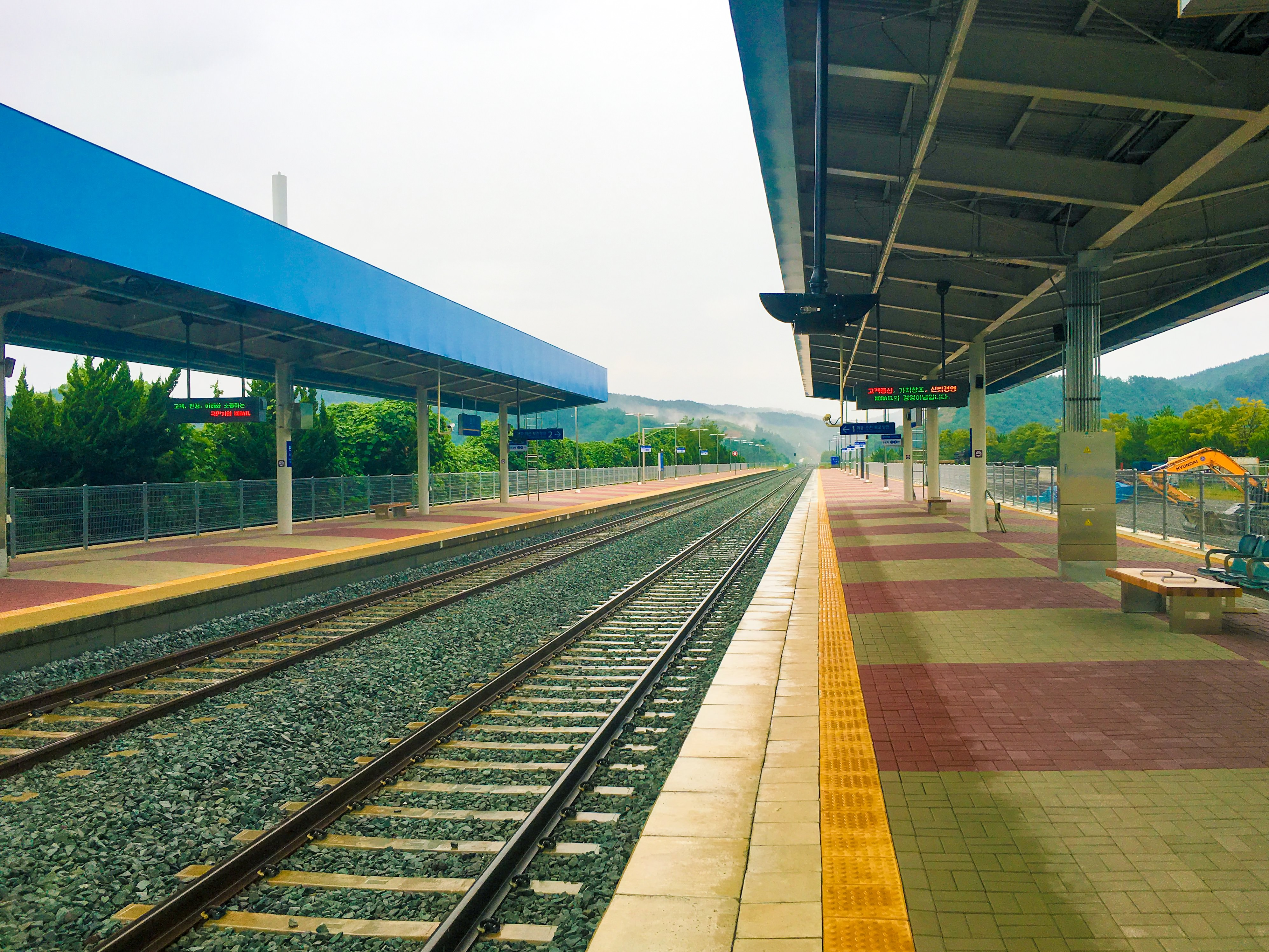
승강장